# ジョニー・マルゼッティ

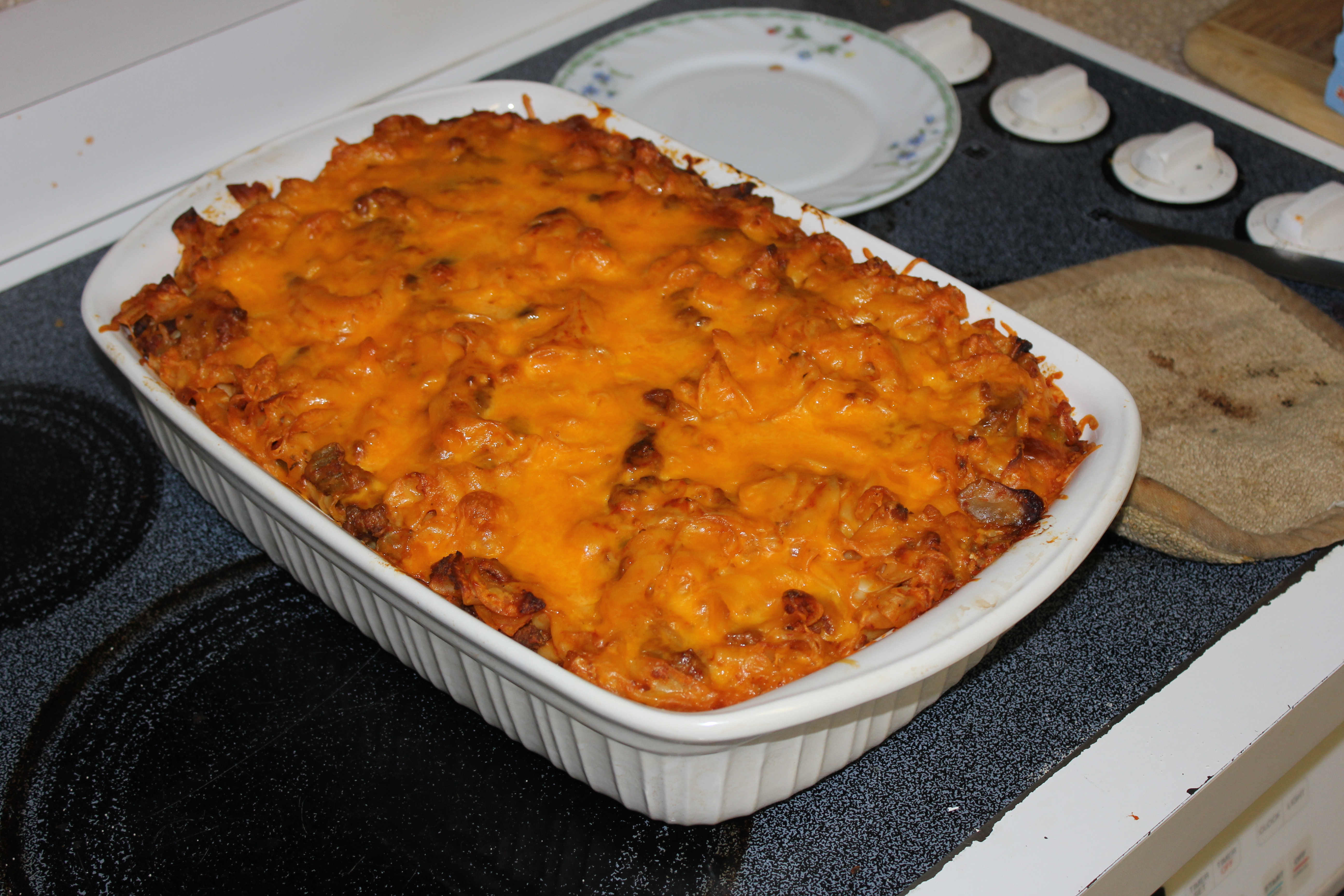
キャセロールで作ったジョニー・マルゼッティの例

ジョニー・マルゼッティ（英語: Johnny Marzetti）は、アメリカ合衆国中西部のパスタ料理、キャセロール料理。

## 概要
パスタ、チーズ、牛ひき肉、香味野菜やキノコの入ったトマトソースを使用した料理である。ラザニアのように切り出して提供される。
アメリカ合衆国オハイオ州コロンバスではよく知られるが、他の地域での知名度は低く、「『ジョニー・マルゼッティとは何ですか?』と質問してきた人がいたら、その人がコロンバス出身ではないことを示す最初の手がかりになる」というジョークもある。
1961年に開業したウェイランズ・マーケットでは、ジョニー・マルゼッティの包装済み（1ポンドのトレイ）が販売された記録が残っている。オーナーのジェニファー・ウィリアムズは、ウェイランズ・マーケットでは約3400個のトレイが販売されていると共に、長年レシピを変更していないことを語っている。なお、上述のジョークもウィリアムの語るところである。

## 歴史
コロンバスで1896年にイタリア系移民のテレサ・マルゼッティが創業したイタリアン・レストラン「マルゼッティズ」で考案された料理である。
牛ひき肉、チーズ、トマトソースをからめたパスタをキャセロールに入れて焼いた料理で、義理の弟ジョニーにちなんで名付けられた。店の近くにはオハイオ州立大学もあり、店は人気店となった。
1920年代までに、マルゼッティズはオハイオ州とアメリカ中西部で人気が高まった。最初の店は1942年に閉店したが、1919年にオープンした2号店はテレサ・マルゼッティが亡くなる1972年まで営業を続けた。その後、マルゼッティズはさまざまなサラダドレッシングで知られるようになり、「T.マルゼッティ・カンパニー」のラベルで製造、販売している。
ジョニー・マルゼッティは旧パナマ運河地帯でも人気の料理となり、「ジョニー・マゼッティ（Johnny Mazetti）」の名で親しまれている。

## 起源に対する異論
上述のようにテレサ・マルゼッティの店で誕生し、義弟の名前から採られたと考えられているが、異なる意見もある。
コロンバス・マンスリー誌の編集者だったエリック・リトルは、2018年に「ジョニー・マルゼッティの失踪（The disappearance of Johnny Marzetti）」と題した記事で疑問をなげかけている。リトルは、1870年代にレストランも経営していた実業家ジョン・マルゼッティ（John Marzetti、テレサとの血縁などはない）を料理名の候補として挙げた。
日刊紙のコロンバス・ディスパッチに掲載された広告などでは、ジョン・マルゼッティのレストランやテレサ・マルゼッティのレストランの「ジョニー・マルゼッティ」の料理が言及されていることはなく、「ジョニー・マルゼッティ」の料理名が普及するのは、1972年にテレサ・マルゼッティが亡くなった後のことである。
しかしながら、料理としての「ジョニー・マルゼッティ」が1972年以降に産まれたわけではなく、1916年4月11日のコロンバス・ディスパッチ紙に掲載された「ジョニー・マルゼッティ」のレシピがある。これはエリック・リトルが見つけたジョニー・マルゼッティに関する最古の文献でもあるが、牛ひき肉の代わりに1ポンドの「新鮮な豚肉」を使用するのをはじめ、現行のレシピとは様々な違いがある。
この次に文献に「ジョニー・マルゼッティ」が登場するのは、1953年にコロンバス・ディスパッチ紙でキャセロール料理の特集があった際のレシピの中である。このレシピは牛ひき肉と豚ひき肉の両方を使用し、ピーマン、タマネギ、キャンベルのトマトスープを用いるものである。1956年にコロンバス・ディスパッチ紙の食品記事の編集者だったバーバラ・マイヤーズ（Barbara Myers）が出版したレシピ本には、牛ひき肉のみで豚肉を排除してキノコを加えた「ジョニー・マルゼッティ」のレシピが掲載され、キャセロール料理のトップに登場すると共に「みんなのお気に入り（It's everybody's favorite）」としている。
1963年、食品記事の編集を引き継いだメアリー・ペッグ（Mary Pegg）は、「ジョニー・マルゼッティ」という料理は、牛ひき肉とパスタを基本的な材料として、オハイオ州の多くの家庭でその家庭独自のレシピを秘蔵しており、オハイオ州で育ったほとんど人にとって「オリジナル」のジョニー・マルゼッティとはその家庭の味であると述べている。また、ペッグは「マルゼッティ姓はコロンバス地域ではよく知られているが、『ジョニー・マルゼッティ』は直系の家族ではない」と記している。
1970年代になると上述のウェイランズ・マーケットを始めとして「ジョニー・マルゼッティ」の名前で現行レシピの料理を販売する店、提供する店やそれらの広告などもみられるようになり、名称が普及したことがうかがわれる。また、牛ひき肉、パスタ、トマト、チーズを基本として様々なバリエーションのレシピも広まった。

## メディアでの登場
- 『ギルモア・ガールズ』のシーズン3第18話「転がり込んだ大金（Happy Birthday, Baby）」では、ジョニー・マルゼッティのキャセロールが「ジョニー・マチェーテ」と呼ばれて登場する[9]。主要登場人物の1人リチャード・ギルモア（演:エドワード・ハーマン）の祖母が悲しいときに作ってくれた料理という設定である[10]。